# Parafascismo
El parafascismo (Prefijo -para + fascismo) se refiere a movimientos paramilitares y regímenes militares conservadores autoritarios que adoptan características asociadas con el fascismo, como cultos a la personalidad, organizaciones armadas, símbolos y retórica, pero difiere de los principios fascistas convencionales como el ultranacionalismo palingenético, el modernismo y el populismo. A menudo surge en respuesta a la necesidad de una fachada de apoyo popular en una era de política de masas, sin un compromiso genuino con el nacionalismo revolucionario, centrándose en cambio en mantener la tradición, la religión y la cultura. Los regímenes parafascistas pueden cooptar o neutralizar movimientos fascistas genuinos, pero a menudo tienden a alinearlos a sus intereses, para luego atacar directamente a gremios asociados a la democracia o a la izquierda. Ejemplos de parafascismo incluyen los regímenes y movimientos del austrofascismo en Austria, el metaxismo en Grecia, el Estado Nuevo del Portugal de Salazar, y el franquismo en España.

## España
En España existió la Falange Española Tradicionalista y de las Juntas de Ofensiva Nacional Sindicalista, comúnmente conocida como FET y de las JONS o simplemente "FET", era el partido político legal exclusivo del régimen franquista en España. Establecida por el general Francisco Franco en 1937, fue una fusión de la fascista Falange Española de las JONS (FE de las JONS) de José Antonio Primo de Rivera con la monárquica Comunión Tradicionalista, católica neoabsolutista e integralista, asociada con el movimiento de los carlistas. A pesar de la fusión, FET retuvo en gran medida la plataforma de FE de las JONS, preservando 26 de sus 27 puntos originales, así como una estructura interna similar. Este partido permaneció vigente hasta abril de 1957, después de lo cual fue rebautizado como Movimiento Nacional en 1958, lo que provocó que se transformara en un movimiento conservador autoritario. Algunos académicos consideraron que la FE de las JONS anterior a la fusión era fascista y que la fusión con la Comunión Tradicionalista hizo que perdiera sus características fascistas y, por lo tanto, se volviera parafascista, creando grupos irregulares paramilitares que sirvieran al gobierno hasta la caída del mismo.

## Portugal
La Unión Nacional fue el partido legal exclusivo del régimen del Estado Novo de Portugal, establecido en 1930 bajo la influencia de los salazaristas de António de Oliveira Salazar.
A diferencia de la mayoría de los estados de partido único de su época, funcionó más como una extensión política del gobierno que como una autoridad directa. Su membresía estaba compuesta principalmente por élites locales como terratenientes, profesionales, empresarios e individuos con afiliaciones católicas, monárquicas o republicanas conservadoras, estudiantes y militares de todas las áreas de Portugal.
La Unión Nacional no participó activamente en actividades militantes. Bajo el liderazgo de Salazar, se convirtió en el único partido legalmente permitido, pero enfatizó que no debería funcionar como un partido político convencional. Más bien, sirvió como plataforma para el conservadurismo más que como fuerza revolucionaria armada.
La ideología del partido se centró en el corporativismo, inspirándose en las encíclicas católicas y el estado corporativo fascista de Benito Mussolini. A diferencia de otros partidos fascistas gobernantes, desempeñó un papel más limitado en la gobernanza, centrándose principalmente en controlar y gestionar la opinión pública en lugar de movilizarla.
Las opiniones de los académicos varían sobre si el Estado Novo y la Unión Nacional deberían clasificarse como fascistas o no, y el propio Salazar destaca diferencias significativas entre el fascismo y el corporativismo católico del Estado Novo. Algunos académicos se inclinan por categorizar a este gobierno como un régimen autoritario conservador, mientras que otros defienden su clasificación como fascista debido a sus notarias influencias y prácticas.